# 仙台朝市
座標: 北緯38度15分31秒 東経140度52分42秒 / 北緯38.2585862度 東経140.8784206度

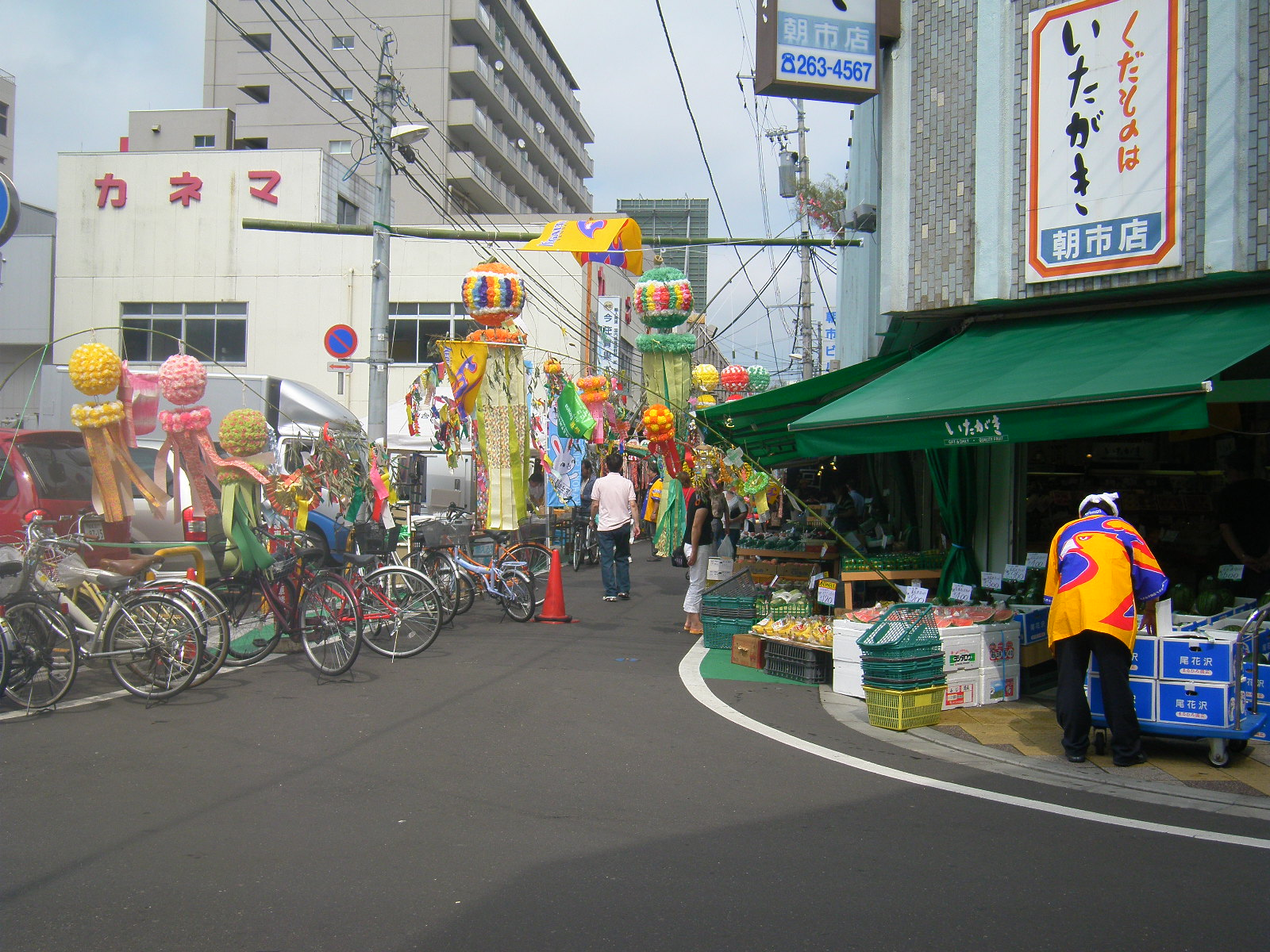
仙台七夕期間中の「朝市通り」西端の様子。平日昼間に営業している。（2009年8月）

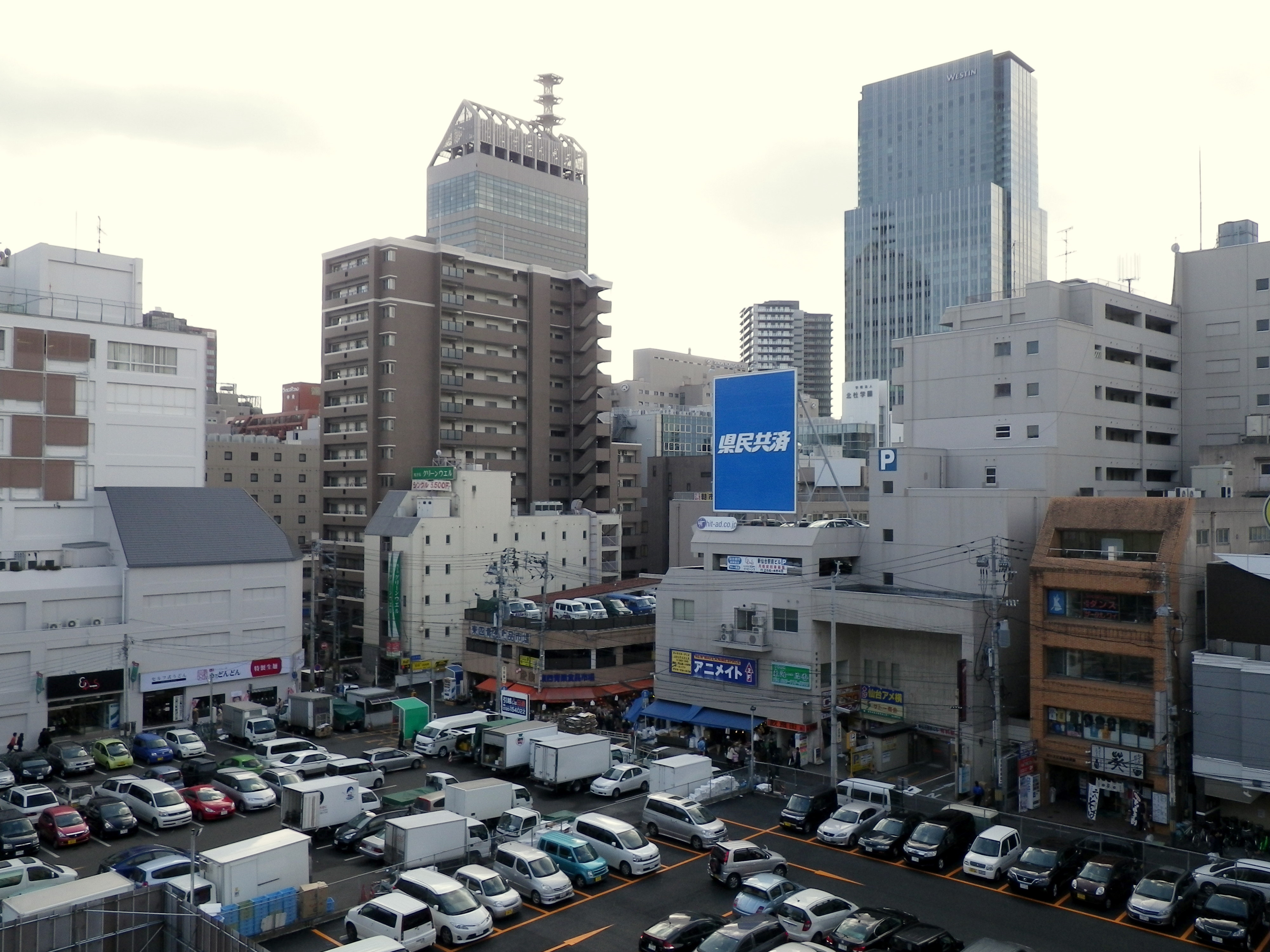
仙台駅側から見た「朝市通り」東端周辺の様子。写真中央のオーニングの張り出しがある場所が「朝市通り」。手前の駐車場には後に仙台パルコ2が建設された。

仙台朝市（せんだいあさいち）は、宮城県仙台市青葉区中央にある、平日昼間に営業している常設市場である。「仙台の台所」とも呼ばれる。一般的な朝市は、仮設で休日の早朝から昼前まで営業をするが、仙台朝市は常設で平日の朝から夕方まで営業をしている。
仙台駅、仙台駅西口バスプールなど、仙台の公共交通機関のターミナルに隣接し、市街地のビルの谷間にありながら、古い市場の風情を残しているため、観光地としても紹介される。2020年現在、約70店舗が仙台朝市商店街振興組合に加盟している。

## 立地・店舗
仙台朝市は東日本旅客鉄道の仙台駅から徒歩5分の場所にある。南町通の1本南を並走する市道中央三丁目1号線 のうち、東三番丁を西端（北緯38度15分30.4秒 東経140度52分40.1秒 / 北緯38.258444度 東経140.877806度）、東四番丁を東端（北緯38度15分31.4秒 東経140度52分44.3秒 / 北緯38.258722度 東経140.878972度）とする幅員の狭い道路が「朝市通り」と呼ばれている。
この通りの両側には中低層ビルが並んでおり、それらの1階の通り側には壁が無く、オーニングを出した路面店が並んでいる。さらに路面店の後ろ側にも通路が延び、ビルの1階に他店舗がテナントとして入居しているビルもある。仙台朝市は、この「朝市通り」に面する路面店およびテナントにより構成される。
仙台朝市には鮮魚、青果、精肉などの生鮮食品店、豆類、穀物の専門店、漬物、乾物、かまぼこ、豆腐などの加工食品専門店、朝鮮料理食材店、惣菜屋、団子屋、飲食店、ラーメン屋、生花店など約70店が集まっている。中低層ビルの2階より上や地下階は、事務所や会議室、音楽スタジオ、カルチャーセンター、美容院、飲食店、マンションなどに使われている。仙台朝市にある店舗は「仙台朝市商店街振興組合」 に加盟している。仙台朝市の中には、飲食店、ホテル、あるいは八百屋や魚屋などに卸売している店舗が見られる。卸売をしている店舗では、自社の配送センターを仙台朝市に設置している例と、別の離れた場所に設置している例が見られる。また、仙台朝市内に小売店舗を複数設けている店や、仙台朝市の小売店舗のほかに仙台市内などにチェーンストアを展開している店も見られる。
仙台朝市の一角を占める新仙台駅前ビル（北緯38度15分31.6秒 東経140度52分43.2秒 / 北緯38.258778度 東経140.878667度） は、通称「仙台朝市アメ横ビル」、「仙台アメ横ビル」、「仙台アメ横」と呼ばれている。ここには職人気質の店がある 一方、飲食店、趣味性の高い衣料品・雑貨の店、アキバ系店舗などが入居している。

## 歴史
戦後の日本各地には闇市が発生し、進駐軍の統制下で、それが公設市場やマーケットと呼ばれる商業施設へ変遷した。仙台空襲で焼け野原になった仙台では、1946年（昭和21年）に東一番町から南光院丁にかけて東一公設市場が開設され、この他にも仙台には青葉マーケット、駅前マーケット、日吉マーケット、仙台銀座・総合マーケット、榴ヶ岡公園総合マーケットなどが存在した。
仙台朝市の始まりは1948年（昭和23年）に興った「青空市場」とされる。戦争に伴う失職者や引揚者が集まってここで商売をしていたという。かつぎ屋（行商）が集まって朝だけ商売をし、午後には無くなってしまうため、この市場は「かげろう市場」とも呼ばれた。卸売店が仙台市中央卸売市場に集約され、小売店がスーパーマーケットの出現と人口のドーナツ化現象が影響して、かつての生鮮食品市場は飲食店街に衣替えしたり、再開発されたりした。その中で、仙台朝市は生鮮食品市場として残り続けた。
1985年（昭和60年）に「仙台朝市通り商店街連合会」が発足し、商店街としての初めて組織化が行われた。1992年（平成4年）には「仙台朝市商店街振興組合」へ発展した。2008年（平成20年）10月16日から18日にかけては「青空市場より おかげさまで60周年記念 感謝のつどい」が実施された。2011年（平成23年）3月11日の東北地方太平洋沖地震（東日本大震災）の後、12日に一部の店舗が営業を再開すると、食料を求める数百メートルの列が発生した。その後、次々と店舗は再開し、被災地での炊き出しや復興市へも参加した。2017年（平成29年）には仙台朝市の一角の「東四市場」がリニューアルオープンした

## 集客・客層

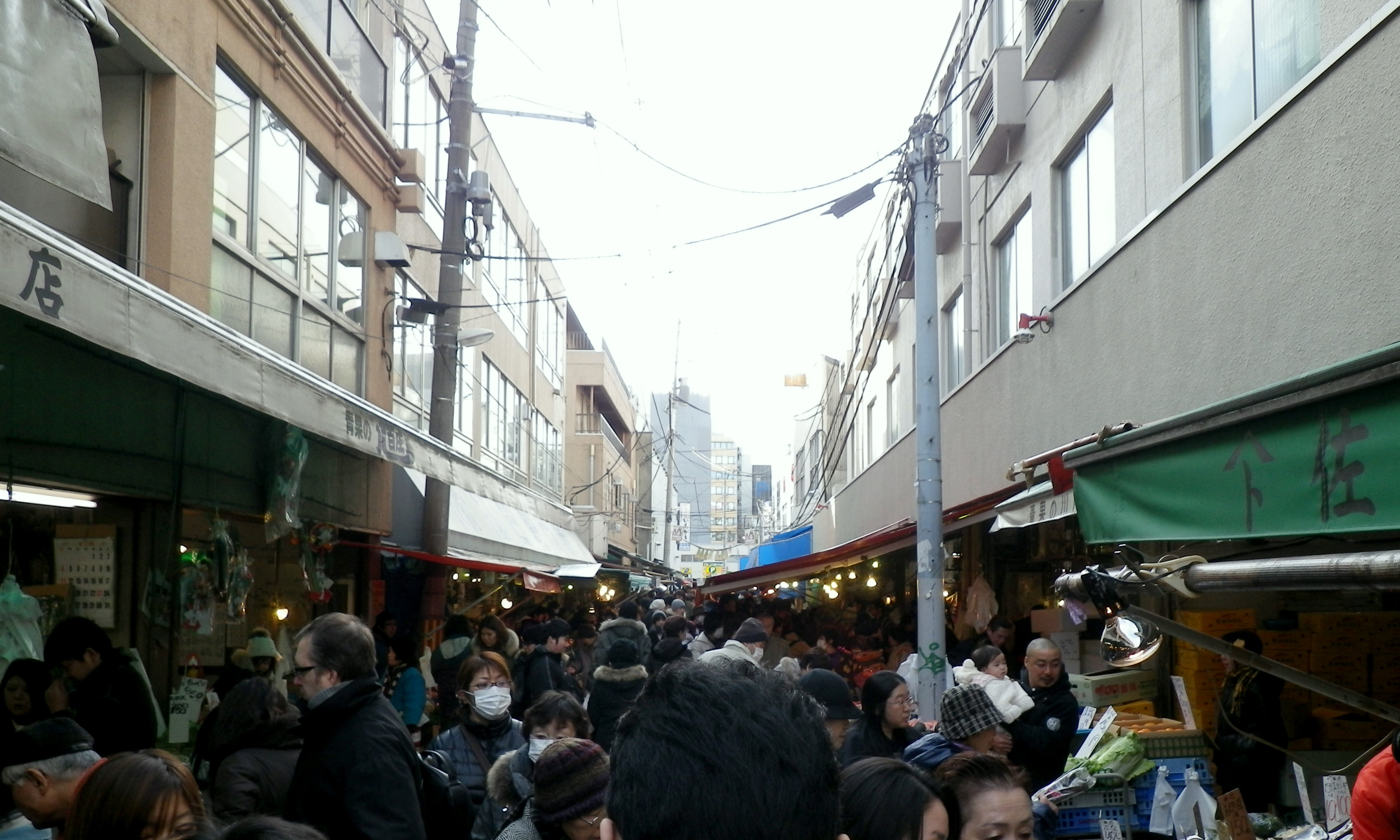
年末の仙台朝市の様子。正月準備の買物客でごった返す。（2011年12月30日）

午後から夕方にかけて一般客が多く、「夕市」の方が実態に合っているとも言える。2008年（平成20年）3月14日には、「朝市の夕市」が初めて開催された。集客力は1日1万人と言われ、特に年末には正月準備の買物客でごった返す。
東北学院大学が2015年（平成27年）10月および2016年（平成28年）2月に、仙台朝市の買い物客（計219人）に聞き取り調査をした結果、主婦と並んで飲食店経営者の客が多く、そのほかにサラリーマンや若者も少なからず買い物をしており、外国人客も見られた。また、乗用車のほか、地下鉄やバスでアクセスしている者が多かった。地下鉄仙台駅やバスプールに隣接している立地が影響していると見られるが、JR線利用者の買い物客は少なかった。
| 属性         | 比率 |
| ------------ | ---- |
| 主婦         | 26 % |
| 飲食店経営者 | 21 % |
| サラリーマン | 15 % |
| 若者         | 14 % |
| 外国人       | 3 %  |

| 交通手段     | 比率 |
| ------------ | ---- |
| 乗用車       | 28 % |
| 地下鉄東西線 | 17 % |
| 自転車       | 15 % |
| 地下鉄南北線 | 14 % |
| 徒歩         | 13 % |
| バス         | 7 %  |